# مير 184

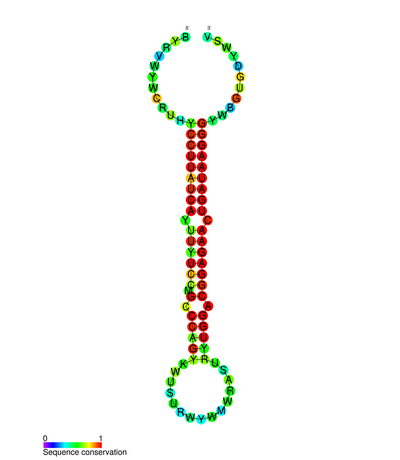

في علم الأحياء الجزيئي، مير-184 مايكرو آر إن إي هو جزيء آر إن إي قصير غير مشفر. تعمل حمض ريبوزي نووي ميكروي (مس آر إن إي) كمنظم ما بعد الترجمة لمستويات التعبير عن الجينات الأخرى من خلال عدة آليات. تم وصف عدة أهداف لـ مير 184، بما في ذلك وسطاء التطور العصبي، موت الخلايا المبرمج، وقد اقترح أن مير-184 يلعب دورًا أساسيًا في التنمية.
يمكن أن تلتزم مايكرو آر إن إي بالمنطقة الرئيسية الثلاث غير المترجمة (يوترس) من الرنا المستهدف (إم آر إن إي). يمكن أن يؤدي ربط الجزيء الجزيئي ميرنا إلى إعاقة ترجمة مرنا عن طريق تعزيز التحلل أو التحريض على الموت.

## الموقع الجينومي
مير -184 هو جين نسخة واحدة ويتم الحفاظ عليه تطوريًا على مستوى النوكليوتيدات من الذباب إلى البشر. في البشر، يقع مير-184 داخل المنطقة 25.1 على الذراع كيو للكروموسوم 15 ، ونصه المقابل صغير نسبيًا (84بي بي) والذي لا يتم ترميزه بالقرب من جزيئات الحمض النووي الريبي المجمعة الأخرى. في جينوم الفأرة، يقع مير- 184 في مكان مطبوع على كروموسوم الفأر 9، ويبعد 55 كيلو بايت عن أقرب جين تشفير.
لا تحتوي المنطقة الجينومية المحيطة مباشرة بـ مير-184 على جزيرة ثنائي النيكلوتيد كلاسيكية، ولكنها تحتوي على عدة سلاسل غنية بـ سي بي جي مناسبة لربط إم بي دي1.

## التعبير
يعرض مير-184 نمط تعبير خاص بالنسيج والتطور. في الثدييات، يتم إثراء مير-184 الناضج بشكل خاص في الدماغ والخصية،  جنبًا إلى جنب مع ظهارة القرنية. يؤدي استقطاب الخلايا العصبية القشرية إلى تعبير بري-مير-184 بطريقة أليل محددة. لوحظ تعبير عالي في الخلايا فوق الجافية من الظهارة القرنية في نموذج الفأر، إلى جانب التعبير في خصية الفأر وأنسجة المخ. في الزرد، يتم التعبير عنه في العدسة، غدة الفقس والبشرة (كما هو موضح في اللطخة الشمالية). يتم التعبير عن مير-184 في كل مكان في أجنة ذبابة ذبابة الفاكهة واليرقات والبالغين، ويظهر نمط التعبير الخاص بها تغييرات ديناميكية أثناء تطور الجنين، خاصة في الجهاز العصبي المركزي.   ومع ذلك، فإن نمط التعبير الزمني والمكاني لـ مير-184 لا يزال قيد المناقشة.

## دور في الخلايا العصبية
C. ليو إت آل. أظهرت أن بروتين ربط -جي بي سي 1 (ميبند أزول1) ينظم التعبير عن العديد من ميبند أزول في الخلايا الجذعية العصبية / السلف (إي بي دي سي) على وجه التحديد، ويتم تثبيط ذلك مير-184 مباشرة بواسطة ميبند أزول1. تعمل المستويات العالية من مير-184 على تعزيز تكاثر الخلايا ولكنها تمنع التمايز بين الخلايا العصبية غير المدمرة، في حين أن تثبيط الأنماط الظاهرية لـ مير-184 المرتبطة بنقص ام بي دي1.
من المعروف أن نامبلايك مهم في وظيفة الخلايا الجذعية العصبية الجنينية وتطور الدماغ القشري وقد تم تحديده كهدف مصب لـ مير-184.  وقد وجد أن نامبل المعبر عنه خارجيًا يمكن أن ينقذ تكاثر أ إن إس كي وعجز التمايز الناتج عن ارتفاع مير -184 أو نقص إم بي دي1. 

## أهداف أخرى
كشف تحليل النص الأساسي لـ مير-184 (بري -184) في العديد من أنسجة الفئران عن تعبير محدد في الدماغ والخصية. يتم قمع تعبيره من خلال ربط بروتين ربط الميثيل- سي بي جي 2 (مي سي بي2) مع المروج، ولكن يتم تنظيمه من خلال إطلاق مي سي بي2 بعد إزالة الاستقطاب، مما يشير إلى وجود صلة بين مير ان اس ومسارات مثيلة دي ان أي.  J. يو ات إل. أثبت أن الدهون الفوسفاتيزية المحتوية على اس اتش2 المحتوية على الفوسفونوزيتيد 5'فوسفات 2 (شيب2) هو هدف لـ مايكرو أر ان أي-205 (مير-205) في الخلايا الظهارية، وأن مير-184 الخاص بالظهارة القرنية يمكن أن يتداخل مع قدرة مير- 205 لقمع مستويات شيب2. يبدو أن الآلية التي ينظم بها مير-184 بشكل سلبي مير-205 هي فريدة من نوعها، وهي أول مثال على مي أر ان أي الذي ينظم سلبيًا آخر للحفاظ على مستويات البروتين المستهدف. لا يؤثر مير-184 بشكل مباشر على ترجمة شيب2 ، ولكنه بدلاً من ذلك يمنع مير-205 من التفاعل مع شيب2 مايكرو ار ان أي. يُعتقد أن التداخل مع وظيفة أنتاغومير -205 باستخدام أنتاغومير الاصطناعي، أو عن طريق التعبير خارج الرحم لـ مير-184، يؤدي إلى تخميد منسق لمسار إشارات أي كي تي عبر تحريض شيب2.
آر. ويتزل ويت آل. أظهر أن مير -184 يتوسط التنظيم الانتقالي نفات1 في دم الحبل السري (يو سي بي) الكسب غير المشروع سي دي4 + خلايا تي مما يؤدي إلى استجابات خافتة.
جيه روبرتس وآخرون. وجدت أن مير-184 قمعت تعبير آرجونتين 2 في الخلايا الكيراتينية البشرة. وبالمثل، الحمض الكيروتيني وآخرون. وأظهرت مير-184 انخفاض مستويات آرجونتين 2 في خط خلية جزيرة بيتا مين6 في البنكرياس الماوس.
علاوة على ذلك، فإن مير -184 لها أدوار متعددة في تطوير الخط الجرثومي الأنثوي ذبابة الفاكهة.
وأخيرًا، حددت دراسة حديثة مير -184 بأنها ضرورية لالتزام القرنية الجنينية بالخلايا الجذعية متعددة القدرات.

## صلة المرض
• طفرة قاعدة واحدة في منطقة البذرة من مير -184 تسبب متلازمة إي دي آي سي تي، وهو مرض وراثي في العين.
• طفرة تغير منطقة البذور مير -184 تسبب القرنية المخروطية مع إعتام عدسة العين.
• متلازمة ريت. 
• عدة أشكال من السرطان (انظر أدناه) بما في ذلك ارتفاع مستويات مير -184 في سرطان الخلايا الحرشفية في اللسان. كل حمض الريتينويك يحفز التعبير عن مير -184 في خط خلايا ورم الخلايا البدائية العصبية ويتسبب مير -184 خارج الخلايا المبرمج.
• تم تضمين مير -184 في تضيق الأوعية الدموية في الشبكية الناجم عن نقص التروية.

### تكوين الأوعية الدموية والسرطان
يعتقد أن اختلال تعبير ميرنا يلعب دورًا في التعبير الجيني غير الطبيعي في الخلايا السرطانية، وقد تورط مير-184 في عدة أشكال من السرطان.   تم العثور على إم واي سي إن للمساهمة في تكوين الورم، جزئيًا، عن طريق قمع مير -184، مما يؤدي إلى زيادة مستويات كيناز سيريني / ثريونين، آي كي تي2. يعتبر آي كي تي2 مؤثرا رئيسيا لمسارات فوسفوتيدانوسول كيناز 3، وهو واحد من أقوى مسارات النجاة في السرطان، وهو هدف مباشر لـ مير-184. وقد تم اقتراح أن إم واي سي إن يوفر تأثيرًا موروثًا للورم، جزئيًا، من خلال حماية إي كي تي2 إم آر إن أي من التحلل بواسطة مير-184، مما يسمح لمسار فوسفوتيدانوسفول كيناز3 أن يظل فعالًا.
تم العثور على مير -184 زيادة كبيرة في الخلايا السرطانية مقارنة بالخلايا الظهارية الطبيعية في اللسان. لم يتم الكشف عن مستويات عالية من مير -184 في أنسجة الورم فحسب، بل أيضًا في بلازما المرضى الذين يعانون من سرطان الخلايا الحرشفية اللسان (إس سي سي). ولوحظ انخفاض مستويات البلازما من مير -184 في المرضى بعد الاستئصال الجراحي للورم الأساسي، مما يشير إلى أنه من المحتمل أن يكون ميرنا الورم في اللسان إس سي سي. إن تثبيط مير-184 يعزز استماتة الخلايا ويعيق تكاثر الخلايا في خلايا اللسان المستنبت إس سي سي. علاوة على ذلك، يؤدي الإفراط في التعبير عن مير -184 في خطوط الخلايا الورمية العصبية إلى موت الخلايا المبرمج.  ينظم تعبير إس إن دي1 بواسطة مير-184 في الأورام الدبقية.

## روابط خارجية
قالب:MiRNA precursor families